# Thiensville
Thiensville és una població dels Estats Units a l'estat de Wisconsin. Segons el cens del 2000 tenia 3.254 habitants.

## Demografia
Segons el cens del 2000, Thiensville tenia 3.254 habitants, 1.503 habitatges, i 933 famílies. La densitat de població era de 1.142,2 habitants per km².
Dels 1.503 habitatges en un 25,6% hi vivien nens de menys de 18 anys, en un 50,7% hi vivien parelles casades, en un 9% dones solteres, i en un 37,9% no eren unitats familiars. En el 33,3% dels habitatges hi vivien persones soles el 14,8% de les quals corresponia a persones de 65 anys o més que vivien soles. El nombre mitjà de persones vivint en cada habitatge era de 2,17 i el nombre mitjà de persones que vivien en cada família era de 2,77.
Per edats la població es repartia de la següent manera: un 20,7% tenia menys de 18 anys, un 5% entre 18 i 24, un 27,8% entre 25 i 44, un 25,9% de 45 a 60 i un 20,6% 65 anys o més.
L'edat mediana era de 43 anys. Per cada 100 dones de 18 o més anys hi havia 81,2 homes.
La renda mediana per habitatge era de 55.962 $ i la renda mediana per família de 69.286 $. Els homes tenien una renda mediana de 46.088 $ mentre que les dones 29.500 $. La renda per capita de la població era de 30.748 $. Aproximadament l'1,9% de les famílies i el 2,7% de la població estaven per davall del llindar de pobresa.

## Poblacions properes
El següent diagrama mostra les poblacions més properes.